# Egyptische Revolutie (2011)
De Egyptische Revolutie van 2011, ook bekend als de 25-januari-revolutie (Egyptisch Arabisch: ثورة 25 يناير; Thawret 25 yanāyir) was gericht tegen de toenmalige Egyptische regering en het regime van president Hosni Moebarak. Na enkele zelfverbrandingen op 17 en 18 december 2010, die in de media in verband werden gebracht met het begin van de Jasmijnrevolutie in Tunesië, vingen op 25 januari op grotere schaal protesten aan. Uiteindelijk trad Moebarak, die het land bijna dertig jaar op autocratische wijze had geleid, op 11 februari af.

## Achtergrond
In januari en februari 2011 vonden in Egypte grootschalige protesten plaats. De demonstraties en rellen waren sterk geïnspireerd door de succesvolle Jasmijnrevolutie in Tunesië. De Egyptische noodtoestand die al sinds het aantreden van Moebarak gold, geweld door de regering, werkloosheid, armoede, woning- en voedseltekorten, corruptie, gebrek aan toekomstperspectief en de beperkte vrijheid van meningsuiting waren voor de Egyptenaren de voornaamste redenen om de straat op te gaan. Gaandeweg werd het aftreden van president Moebarak een van de hoofddoelen van de demonstranten. Een andere eis was vrijlating van alle politieke gevangenen, onder wie alle gevangen van de Moslimbroederschap.

## Aanloop

### Begin januari
Een bomaanslag op de Koptische al-Qiddissinkerk, (kerk van Twee Heiligen), in Alexandrië, na een viering van oud en nieuw, een week voor het Koptische kerstfeest, kostte zeker 23 mensen het leven. President Moebarak betuigde binnen enkele uren in een zeldzame televisietoespraak zijn geschoktheid, stelde dat dit terrorisme de harten van islamitische en christelijke Egyptenaren raakt en dat de aanslag het kenmerk droeg van "buitenlandse handen die van Egypte een nieuw slagveld van terrorisme willen maken". Ook Egyptes hoogste islamitische leiders en de Moslimbroederschap betuigden condoleances en eenheid. Ondanks die woorden raakten honderden boze Kopten slaags met politie en met plaatselijke moslims. De Alexandrijnse aartsbisschop Arweis laakte het gebrek aan beveiliging voor de kerk. "Waarom hebben ze zo weinig beveiliging op een zo gevoelig moment als er zo veel bedreigingen komen van al-Qaeda?" De regering zei dat de veiligheidsmaatregelen bij kerken waren verscherpt nadat eind oktober een Iraakse militante tak van al-Qaeda, ‘de Islamitische Staat Irak’, de Egyptische Kopten had bedreigd. De BBC-analist voor Arabische kwesties stelde dat de aanslag zeer gênant was voor de Egyptische politie die, ondanks draconische machtsmiddelen, keer op keer niet in staat bleek om dergelijk geweld te verijdelen. Ook in Caïro werd door de Kopten geprotesteerd tegen hun gebrekkige beveiliging. Daar probeerden betogers om sjeik Ahmad al-Tayeb van de Al-Azhar-moskee, een zeer hoge autoriteit van de soennitische islam, na een sympathiebezoek aan de Koptische paus Shenouda III, in het nauw te drijven. Iets later gooiden betogers stenen naar de onderminister van Economische ontwikkeling, die eveneens een bezoek had gebracht aan paus Shenouda. Er werden verdachten van de aanslag gearresteerd.

### Zelfverbrandingen
Op maandag 17 januari 2011 stak nabij het Egyptische parlementsgebouw een restauranthouder zichzelf in brand, vermoedelijk om aandacht te vragen voor zijn lage levensstandaard. Een getuige had de man slogans horen zingen tegen de staatsveiligheidsdienst. Een soortgelijke gebeurtenis in Tunesië leidde uiteindelijk tot de afzetting van toenmalig Tunesisch president Zine El Abidine Ben Ali. In de week van 17 tot 23 januari staken in Egypte ten minste twaalf mensen zichzelf in brand. Op 21 januari demonstreerde in El-Mahalla El-Kubra, een textielstad 60 km noord van Caïro, een groepje van 50 jonge mensen met Tunesische vlaggen en met affiches tegen de Egyptische corruptie, politiemartelingen en armoede.

## Gebeurtenissen
| Prehistorisch Egypte pre–3100 v. Chr. |
| Oude Egypte Proto-dynastieke periode 3200-3032 v.Chr. Vroeg-dynastieke periode 3032–2686 v. Chr. Oude Rijk 2686–2181 v. Chr. Eerste tussenperiode 2181–2055 v. Chr. Middenrijk 2055–1650 v. Chr. Tweede tussenperiode 1650–1550 v. Chr. Nieuwe Rijk 1550–1069 v. Chr. Derde tussenperiode 1069–664 v. Chr. Late periode 664–332 v. Chr. |
| Grieks Egypte 332–30 v. Chr. Alexandrijnse Oorlog 48 v. Chr. |
| Romeins Egypte 30 v. Chr.–640 CE |
| Vroeg-islamitisch Egypte 640-1517 Kruisvaardersinvasie van Egypte 1154-1169 |
| Ottomaans Egypte 1517–1867 Franse bezetting 1798–1801 Semi-autonome provincie 1801-1882 Kedivaat Egypte 1867–1914 |
| Modern Egypte Britse overheersing 1882–1953 Sultanaat Egypte 1914–1922 Egyptische Revolutie van 1919 Koninkrijk Egypte 1922–1953 Egyptische Revolutie van 1952 |
| Republiek 1953–nu Vrije Officieren en Nasser 1952-1970 Verenigde Arabische Republiek 1958–1961 Verenigde Arabische Staten 1958–1961 Egypte onder Sadat 1970-1981 Egypte onder Moebarak 1981-2011 Egyptische Revolutie van 2011 Protesten en staatsgreep in 2013                                                                         |
| Portaal Geschiedenis Portaal Egypte |

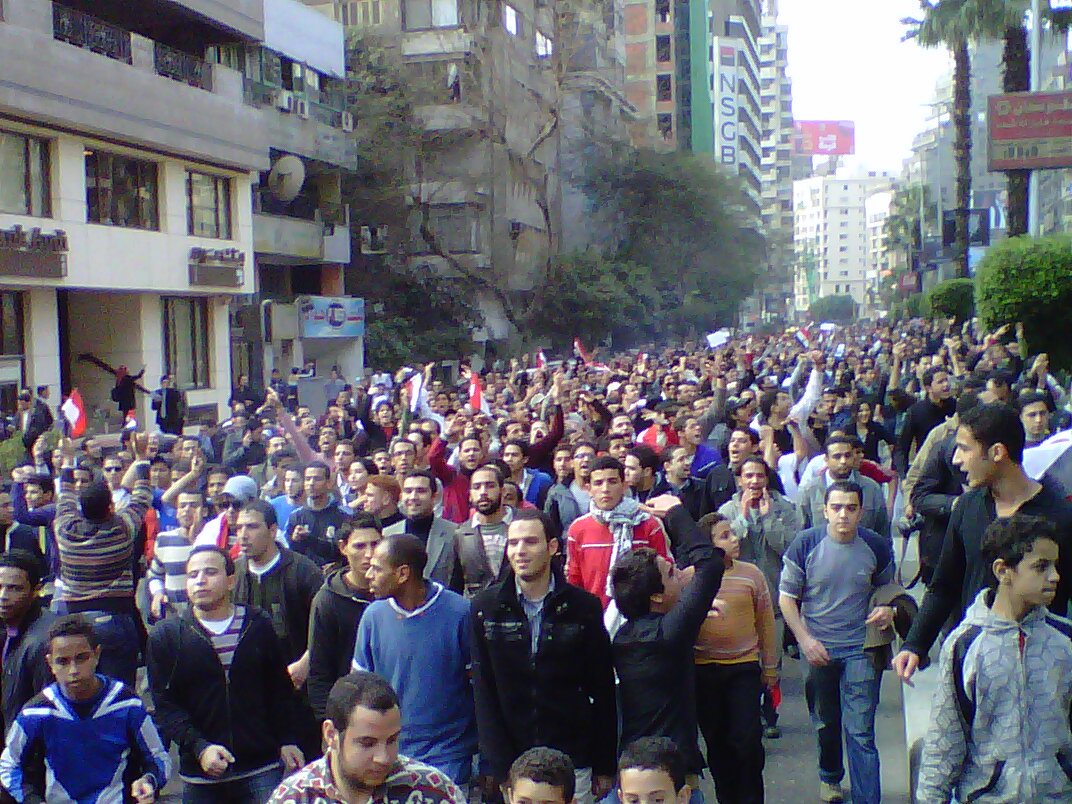
Protest in de straten van Caïro op 25 januari

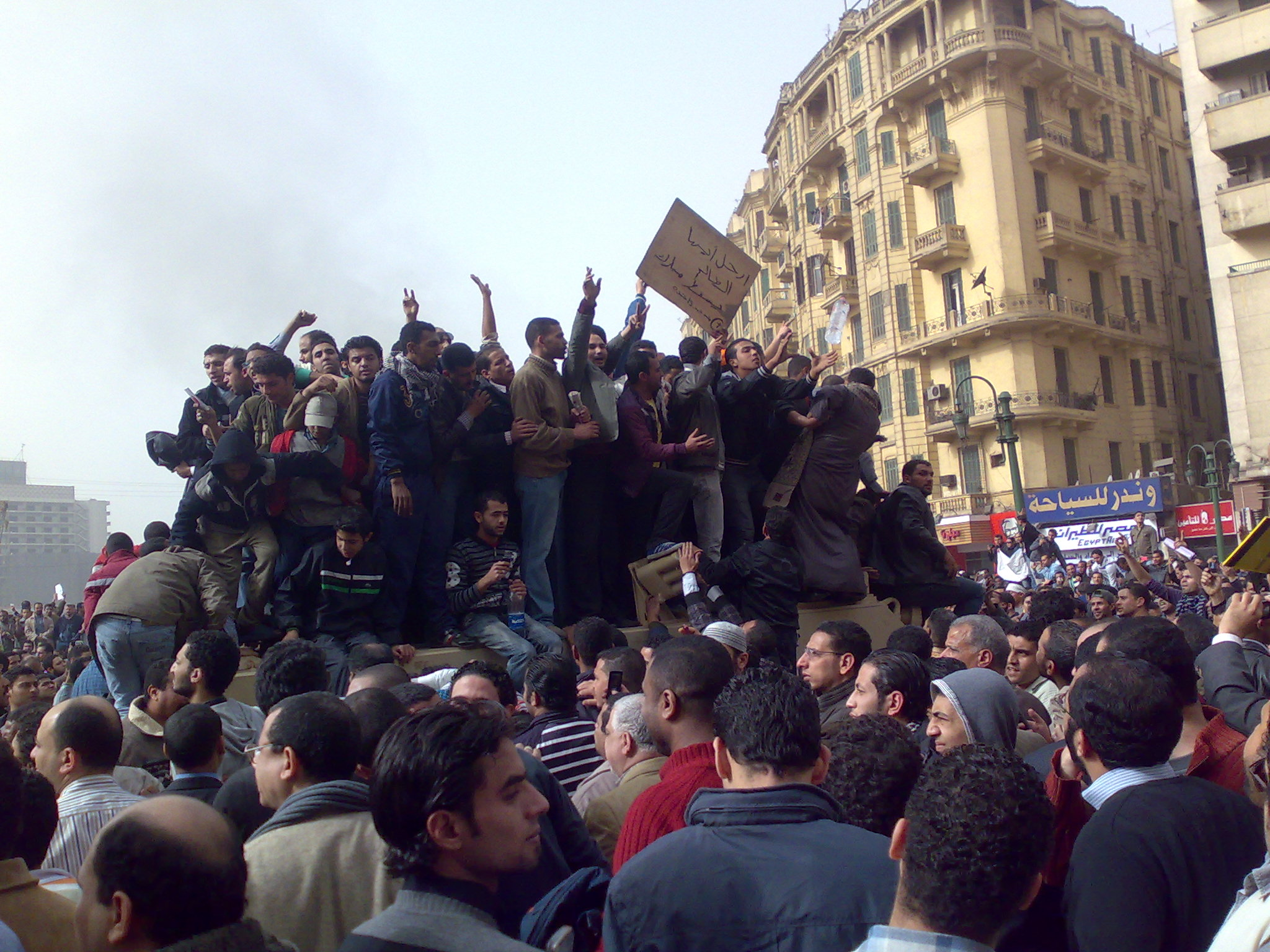
Een legervoertuig vol demonstranten op het Tahrirplein (29 januari)

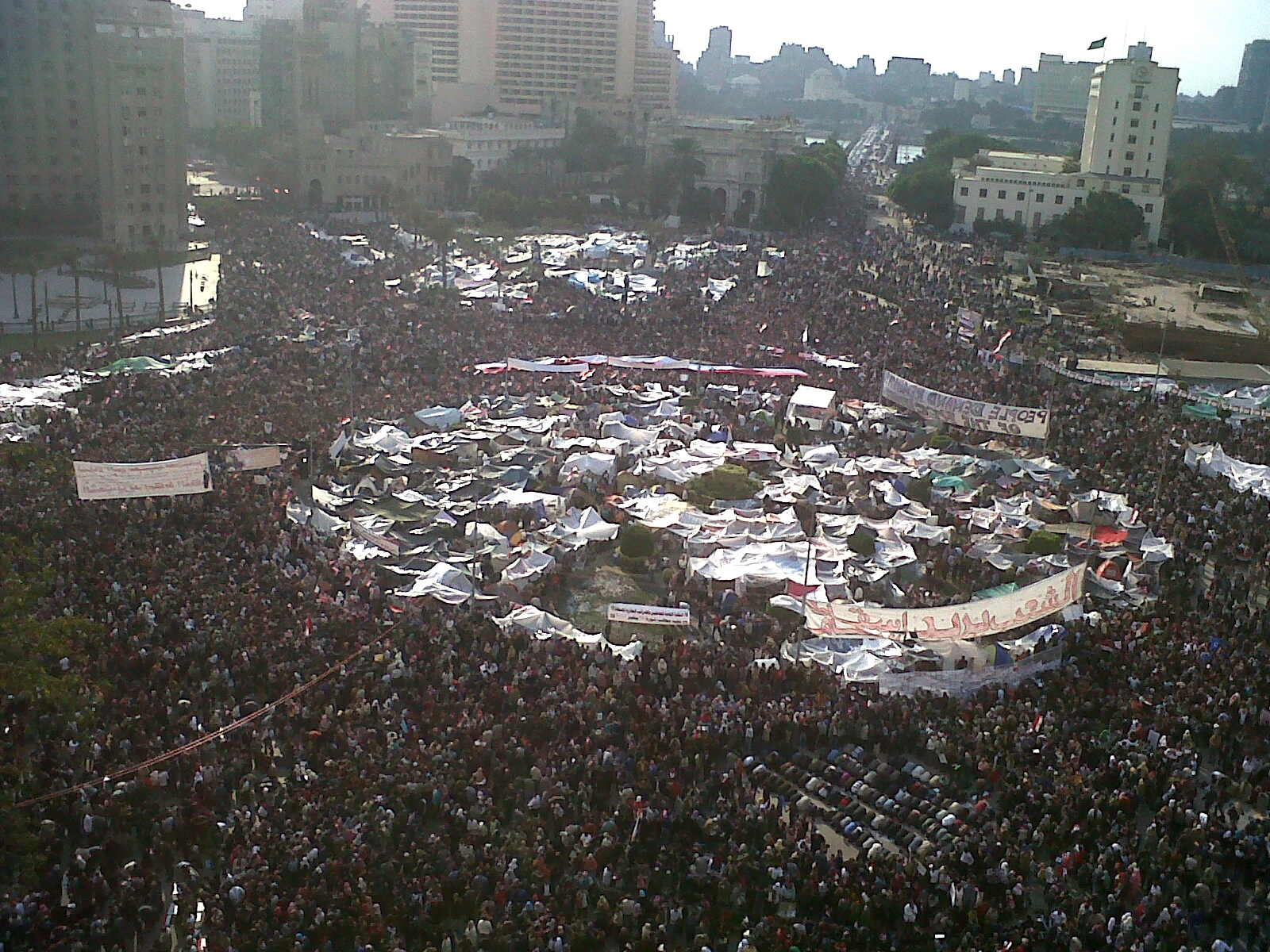
Een mensenmassa op het Tahrirplein (8 februari 2011)

De groeiende ontevredenheid half januari resulteerde in het uitroepen van 25 januari tot "dag van de woede" door de 6 aprilbeweging en de website "We zijn allemaal Khaled Saïd" op social media-sites als Facebook en Twitter. Op 22 januari sprak Mohammed el-Baradei, de ex-chef van het IAEA, in een persverklaring zijn steun uit voor deze nationale dag van actie. Ook stelde el-Baradei dat Moebarak zich niet herkiesbaar zou moeten stellen als president.
De oproep bleek effectief, want in Caïro en andere steden, demonstreerden tienduizenden, van wie zo’n 15.000 in Caïro, tegen het regime van president Moebarak, tegen armoede, corruptie en onderdrukking. De protesten waren massaler dan verwacht en de demonstranten zagen kans toch het Tahrirplein in Caïro te bereiken. De Egyptische politie sloeg met rubberkogels, waterkanonnen en traangas de betogers uiteen. Er vielen zeker drie doden – twee activisten en een politieman: de politieman in Caïro, de betogers in Suez. Ook waren er plunderingen en brandstichtingen. In een poging hervatting van dit protest te voorkomen blokkeerden de autoriteiten de toegang tot Twitter.
- Ook op 26 januari gingen in Egypte duizenden de straat op.[15] De autoriteiten hadden echter alle protest verboden, en arresteerden zeker 1.000 mensen.[15] De politie was massaal aanwezig om betogers te verspreiden.[15] In totaal vielen nu op 25 en 26 januari zes doden: vier betogers en twee agenten.[15] In Suez werd zelfs gericht geschoten op protesterenden. Demonstranten staken er overheidsgebouwen in brand, onder andere het lokale politiebureau.
- Op 27 januari waren de protesten minder omvangrijk vanwege de massale aanwezigheid van oproerpolitie en de oproep tot een groot protest een dag later, na het vrijdaggebed. Deze dag gaf de Moslimbroederschap te kennen zich te voegen bij ‘alle nationale Egyptische krachten, het Egyptische volk’ in het aangekondigde protest op vrijdag, de ‘Algemene Dag van Woede’.[16] Vandaag stelt El Baradei in Wenen voor zijn terugkeer die avond naar Egypte, dat het regime nu moet aftreden.[15] In de nacht van 27 op 28 januari sloot het Egyptische regime internet volledig af om activisten te hinderen bij de organisatie van protesten.[16] Daarop nam de moskee de organiserende rol van Facebook en Twitter over.[16]
- Vrijdag 28 januari, gedoopt de 'Algemene Dag van Woede',[16] protesteerden volgens schattingen van persbureaus vele tienduizenden, in Caïro en andere grote steden.[17] Betogers gingen over tot brandstichting en belegering.[17] Vooralsnog is de oppositie tegen Moebarak verdeeld over hun eisen.[16] Het leger en de politie reageerden met geweld: traangas, rubberkogels en pantserwagens.[17] In enkele steden kozen de militairen echter de kant van de demonstranten.[18] Er vielen zeker twintig doden, van wie 13 in Suez en vijf in Caïro.[17] Afgelopen vier dagen raakten bovendien 900 mensen gewond.[18] Moebarak zei in een tv-toespraak kort na middernacht dat hij de regering naar huis stuurde, en hij beloofde in algemene zin meer vrijheid en welvaart, maar noemde geen concrete hervormingen.[17] Gevangenissen werden geopend, waardoor grote aantallen criminelen konden ontsnappen. Oppositiepoliticus Mohammed el-Baradei werd onder huisarrest geplaatst.
- 29-31 januari: Op 29 januari nam de Egyptische regering officieel ontslag.[19] Op dezelfde dag benoemde Moebarak Omar Suleiman tot vicepresident. Suleiman was tot dat moment hoofd van de Egyptische geheime dienst Moeghabarat.[20] Ahmed Shafik werd aangesteld als minister-president. Hij volgde Ahmed Nazif op. Betogers eisten 29 januari en voorgaande dagen dat Moebarak zou opstappen.[19] In reactie op de oproep[21] tot een "miljoenenmars" op 1 februari in Caïro, om zo Moebarak tot aftreden te dwingen,[21] legden de autoriteiten het treinverkeer in het gehele land stil, om mensen te verhinderen naar Caïro te komen. Ook het internet en grote delen van het GSM-netwerk werden platgelegd, om de communicatie tussen demonstranten te bemoeilijken.
- 1 februari: In het hele land vonden grote betogingen plaats. Onder meer op en rond het Tahrirplein in Caïro verzamelde zich een grote mensenmassa. Moebarak maakte via de televisie bekend dat hij van plan was zich niet opnieuw verkiesbaar te stellen, maar dat hij niet voortijdig zou opstappen.[22] De eerstvolgende verkiezingen stonden gepland voor september 2011. In Alexandrië en Caïro leidde de toespraak tot aanvaringen tussen demonstranten en Moebaraks aanhangers.[23] Het internet was weer beschikbaar.
- 2 februari: Een dag na de 'Dag van een miljoen' vielen medestanders van Moebarak op paarden en kamelen, de zgn. baltagiya, de anti-regeringsbetogers aan.[24] Ook molotovcocktails werden gebruikt tegen de betogers. Het leger hield zich neutraal of trachtte de strijdende partijen te scheiden. Het geweld van politieagenten, soms in burger, en Moebarakaanhangers begon zich ook tegen medewerkers van mensenrechtenorganisaties en journalisten te richten. Camera's werden in beslag genomen, hulpverleners en journalisten werden in elkaar geslagen, gevangengenomen of het land uitgezet. Om zeven uur 's avonds lokale tijd werden drie doden en meer dan 1500 gewonden geteld.
- 3-9 februari: Het geweld tussen de betogers en tegen journalisten hield enige tijd aan. De Nederlandse journalistenvakbond NVJ raadde journalisten af naar Egypte af te reizen en de Nederlandse ambassade evacueerde op 3 februari vijf Nederlandse journalisten uit een hotel in Caïro. In de gevechten wisten de betogers stand te houden tegen het geweld en uiteindelijk verdwenen de pro-Moebarakdemonstranten (grotendeels politiemensen in burger) van de straat. De internetactivist en Googlemanager Wael Ghonim, die van 27 januari tot 7 februari gevangen werd gehouden, sprak op 9 februari de demonstranten op het Tahrirplein toe.
- 10 februari: Na hoog overleg en verklaringen van Egyptische militairen dat alle eisen van de demonstranten ingewilligd waren, waren er sterke geruchten dat Moebarak af zou treden. Op televisie verklaarde Moebarak echter enkel taken over te dragen aan zijn vicepresident Suleiman en verder bij zijn besluit te blijven niet op te stappen voor de eerstvolgende verkiezingen. Kort daarna hield ook Suleiman een rede, waarin hij iedereen opriep naar huis en aan het werk te gaan omdat hun eisen vervuld zouden zijn. Op straat reageerden Egyptenaren met ontsteltenis en woede.
- 11 februari: In reactie op Moebaraks toespraak braken opnieuw grootschalige protesten uit. Ook de staatstelevisie stelde zich achter de demonstranten op. Op vrijdagavond 11 februari maakte vicepresident Omar Suleiman bekend dat Moebarak was afgetreden en de macht had overgedragen aan de Opperste Raad van de Strijdkrachten, het opperbevel van de krijgsmacht.[25] Deze raad staat onder leiding van Mohammed Hoessein Tantawi, die daarmee sinds 11 februari waarnemend president is. Kennelijk was hiermee ook de functie van Suleiman als vicepresident vervallen.[26] Eerder op de dag was al bekend geworden dat Moebarak per helikopter het paleis in Caïro had verlaten en met zijn familie naar zijn villa in de badplaats Sharm-el-Sheikh was vertrokken. Het leger reageerde op Suleimans mededeling met de verklaring dat deze zou voldoen aan de eisen van het Egyptische volk. Door de demonstrerende bevolking werd massaal feestgevierd op het Tahrirplein, maar ook in de rest van Egypte was er de hele nacht enorme vreugde.

## Nasleep
- 11-12 februari. De hele nacht waren er enorme feesten.
- 13 februari ’s ochtends brak de militaire politie het tentenkamp op het Tahrirplein met geweld open.[27] Direct daarna begonnen vrijwillige schoonmaakploegen, vooral scholieren en jongeren, het plein schoon te maken en te herstellen.[27] Al direct waren er echter ook demonstranten die zeiden: we vertrekken nog niet van Tahrir, "we willen dat eerst de noodtoestand wordt opgeheven, dat alle politieke gevangenen worden vrijgelaten en dat er een regering komt met ten minste 70 procent vertegenwoordiging van de Egyptische burgers".[27]
- 16 februari. Arbeidsonrust in Egypte houdt aan, er zijn nog steeds stakingen, vandaag bij de katoenfabriek in Mahallah, het grootste staatsbedrijf van Egypte.[5]
- 17 februari.  De onrust in Egypte houdt aan. Mogelijk in reactie daarop zijn drie ministers uit de afgetreden regering en een invloedrijke industrieel/politicus gearresteerd.[28] Ex-minister van Binnenlandse Zaken Habibn Adli moet zich verantwoorden voor het door hem bevolen geweld tegen demonstranten.[29] De ex-ministers voor Toerisme en Woningbouw, Zuhair Garana en Ahmad al Maghrabi, wordt misbruik van hun ministerspost voor hun eigen ondernemingen verweten.[29]
- Vrijdag 18 februari. Een week na de val van Moebarak hebben vandaag, op de "Dag van de Zege"[29] ofwel de "Vrijdag van Victorie en Volharding",[30] op en rond het Tahrirplein weer honderdduizenden[31][32] gedemonstreerd, uit alle delen van Egypte.[29] Prediker Yusuf al-Qaradawi, die als spiritueel leider van de Moslimbroederschap geldt[29] en wie in Egypte dertig jaar verboden was geweest om voor te gaan in het vrijdaggebed,[30] riep op het plein de democratiebeweging op, vol te houden tot aan de zege van de revolutie.[29] Na het gebed galmde lang over het plein de roep: “Niet Hosni, niet zijn helpers, het volk wil de reiniging van het land!”[29] De oppositie is geïrriteerd, want na een week heeft het militaire regime nog geen contact opgenomen met enige oppositiepartij, noch met de activisten, noch met El-Baradei.[29] Pro-democratie-activisten eisen onderzoek naar de slachtoffers tijdens de opstand, en onmiddellijke vrijlating van hen die toen gearresteerd werden en van overige politieke gevangenen.[30] De militairen willen, tot onvrede van de activisten, pas vlak voor de komende verkiezingen de noodtoestand opheffen, dus de komende weken nog niet.[29] De eisen van activisten dat de binnenlandse inlichtingendienst wordt opgeheven en de hoofdredacteuren van de staatsmedia worden vervangen, vinden ook nog geen gehoor bij het regime.[29] De militairen lijken al binnen enkele maanden zowel parlements- als presidentsverkiezingen te willen houden; omdat dan alleen de Moslimbroederschap en de oude NDP voldoende georganiseerd zouden zijn, wil de democratiebeweging pas over negen maanden verkiezingen.[29] Zowel Amnesty International als Human Rights Watch hebben aanwijzingen dat het Egyptische leger gedetineerden martelt, en A.I. riep het leger op daarmee te stoppen.[30] Sinds 11 februari zijn er in Egypte veel arbeidersstakingen.[30] De arbeiders eisen hoger loon, maar ook het aftreden van corrupte bestuurders van bedrijven en van leiders van de staatsvakbonden.[30]
- 3 maart.  Premier Ahmed Shafiq trad vandaag af, nadat de oppositie wekenlang om zijn vertrek vroeg, nadat voor morgen 4 april een grote demonstratie gepland was in Caïro om onder andere zijn vertrek te eisen, en vooral ook nadat Shafiq gisteravond in een rechtstreeks uitgezonden televisiedebat werd uitgescholden door Alaa al-Aswany, Egyptes bekendste schrijver, en na verloop van tijd ook zelf begon terug te roepen.[33] Shafiq wordt opgevolgd door Essam Sharaf.[33] Ook werd vandaag demonstrant Amr Abdallah in een spoedproces om onduidelijke redenen veroordeeld tot vijf jaar cel.[33]
- 4 maart. Nog altijd staan dagelijks duizenden mensen op het Tahrirplein.[34] Ze eisen het vertrek van de ministers die dienden onder Moebarak.[34] Voor 4 maart is via Facebook in Caïro weer een demonstratie georganiseerd voor democratische hervormingen.[34] Uit andere steden komen berichten van geweld van het leger tegen betogers.[34]
- 5 maart.  Duizend mensen hebben het gebouw van de staatsveiligheidsdienst in Alexandrië bestormd, om belastende documenten te behoeden voor dreigende of reeds begonnen vernietiging. De activisten eisten ook afschaffing van deze staatsveiligheidsdienst, en een einde aan de noodtoestand. Politie en leger grepen in en heroverden het gebouw.[35] De laatste tijd zijn in het land meer gebouwen van de staatsveiligheidsdienst aangevallen.[36]
- 19 maart.  In een referendum stemt 77% van de kiezers vóór de gewijzigde grondwet.[37]
- 23 maart.  Het Egyptische kabinet kondigt een wet aan die het oproepen tot protesten of stakingen strafbaar stelt indien zulke protesten het werk hinderen in private of publieke instellingen.[37]
- Op 30 maart nam de Opperste Raad van de Strijdkrachten een nieuwe voorlopige grondwet aan.[38][39][40]
- Op vrijdag 1 april demonstreerden op het Tahrirplein in Caïro weer 10.000 betogers[41] (volgens een andere bron 4.000[42]). Ze eisten berechting van Moebarak en diens medewerkers,[41] berechting van Moebarak en diens familie voor plundering van het land,[42] arrestatie van leiders van de oude regering,[42] verwijdering van provinciale gouverneurs die door Moebarak waren aangesteld,[42] snellere vervolging van de verantwoordelijken voor het doden van honderden demonstranten in januari-februari,[42] en het afblazen van het wetsvoorstel om demonstraties strafbaar te stellen als ze de economie schaden.[41] Terwijl het leger in januari-februari nog werd geprezen voor hun weigering te schieten op demonstranten hebben hun opbreken van demonstraties sindsdien, en geloofwaardige aantijgingen van marteling van arrestanten, hun reputatie nu doen afbladderen.[42] Op het plein werd gezongen: “het volk wil de val van de veldmaarschalk”, oftewel de leider van de militaire raad Tantawi.[42] Ook in Alexandrië[41] en andere steden[42] werd vandaag opnieuw betoogd.
- Op 8 april, na afloop van de vrijdaggebeden, verzamelden zich tienduizenden op het Tahrirplein, te voet vanuit Shubra, Giza en Dokki, per bus vanuit Fayoum, Sharqiya en andere gouvernementen. Opnieuw eisten ze het aftreden van nog zittende figuren uit het Moebarak-regime, onder wie gouverneur Abdel Azim Wazir van Caïro. Een nieuwe eis was verwijdering van de openbare aanklager wegens diens traagheid bij onderzoeken naar corrupte voormalige ambtsdragers. Een leuze op spandoeken was: ‘trage rechtvaardigheid is onrechtvaardigheid’. De Moslimbroederschap, op 1 april nog opvallend afwezig, was nu in groten getale opgekomen en had de regie genomen over het hoofdpodium. Ook in Suez, Alexandrië en andere gouvernementen waren vandaag grote demonstraties.[43]
- Zaterdag 7 mei. Protesterende boze Egyptenaren, zowel christenen als moslims, riepen de regering op een “ijzeren vuist” te gebruiken tegen de aanstichters van onderling wederzijds geweld tussen moslims en christenen.[44] Tussen 12 februari en 7 mei 2011 vielen bij botsingen tussen christenen en moslims twaalf doden en meer dan 200 gewonden.[44]
- Vrijdag 27 mei. Tienduizenden stroomden samen op het Tahrirplein. Activisten klagen, dat het militaire regime nauwelijks democratische hervormingen doorvoert. Bovendien blijft er veel corruptie en is er veel overige misdaad. Elke keer echter dat betogers massaal in actie komen doet de militaire raad concessies. Nu is aangekondigd dat Moebarak wordt berecht voor ‘het opzettelijk doden van burgers’, waarvoor hij de doodstraf kan krijgen.[45]
- 8 juli. Al weken hadden burgers in steeds grotere protesten hun onvrede getoond over trage berechting van Moebarak en anderen, en uitblijven van verandering.[46] Opheffing van de dertig jaar oude noodtoestand en van perswetten waarmee journalisten voor ieder onwelgevallig woord achter tralies gezet kunnen worden waren in januari belangrijke eisen van de betogers, maar zijn nog steeds niet ingewilligd door de militaire raad.[46] Wel zijn enkele bloggers tijdens snelle processen veroordeeld tot gevangenisstraf wegens belediging van het leger, maar pas één politieman is veroordeeld voor zijn rol in de dood van betogers, autoriteiten en ministers zijn nog niet berecht.[46] Directe aanleiding voor een nieuwe grote demonstratie op 8 juli, gedoopt de ‘Vrijdag van Volharding’ of ook wel ‘Egyptes revolutie deel 2’, was de vrijlating op borgtocht van zeven politiemannen verdacht van betrokkenheid bij de dood van zeventien betogers in Suez.[46] De Jeugdcoalitie van de Revolutie, die ook de drijvende kracht was achter de opstand tegen Moebarak, had op Twitter en Facebook aangespoord tot grote opkomst, met #fokakmenahlak, oftewel ‘negeer je overbezorgde ouders’ (of neem hen mee).[46] Ongeveer 100.000 boze burgers verzamelden zich in de gloeiende hitte op het Tahrirplein. De politie hield zich afzijdig.[46] Ook in andere steden waren weer protesten.[47] Al voor zonsopgang waren er op Tahrirplein vijf podia opgebouwd: door de Jeugdcoalitie van de Revolutie, door een coalitie van liberale partijen, de Wafd-partij, een coalitie van linkse partijen, en het grootste door de Moslimbroederschap die pas op 6 juli had besloten mee te doen met dit protest.[47] De groepen waren het over deze eisen eens: snelle berechting van Moebarak en corrupte ex-regeringsleden en politiemensen verantwoordelijk voor het doden van de martelaren; reorganisatie van het ministerie van binnenlandse zaken; instelling van een minimumloon.[47] Sommige groepen zongen bovendien slogans tegen de Raad van de Strijdkrachten, andere hadden echter juist spandoeken met: ‘het volk en het leger zijn één hand’.[47] Veel groepen hadden besloten met een nieuwe sit-in het plein weer bezet te houden, om zo druk te zetten op de militaire raad.[47] De Moslimbroederschap had echter laten weten de sit-in niet te steunen, en pakte haar spullen kort na 5 uur ’s middags in en vertrok.[47]
- 13 juli besloot de regering om de parlementsverkiezingen, aanvankelijk gepland voor september 2011, wegens protesten van betogers tegen die datum met één of twee maanden uit te stellen.[48] De presidentsverkiezingen waren oorspronkelijk gepland een à twee maanden na de parlementsverkiezingen.[39]
- 17 juli ontsloeg premier Essam Sharaf vijftien ministers, dat is meer dan de helft van het kabinet. Er wordt verondersteld dat hij daarmee probeerde de demonstranten op het Tahrirplein naar huis te krijgen en nieuwe grote protesten te voorkomen.[49]
- 20 juli maakte generaal Mamdouh Shaheen, lid van de regerende militaire raad, bekend dat Egypte geen internationale waarnemers zal toelaten bij de komende parlementsverkiezingen. "We hebben niets te verbergen", zei hij, maar "we verwerpen alles dat inbreuk maakt op onze soevereiniteit".[50]
- 27 september maakten de militaire leiders bekend, dat op 28 november 2011 verkiezingen worden gehouden voor de wetgevende Volksassemblee (soort ‘Tweede Kamer’).[51] Op 29 januari 2012 worden vervolgens verkiezingen gehouden voor de minder machtige Shura-raad (soort ‘Eerste Kamer’).[51] De nieuwe grondwet, van kracht sinds maart 2011, bepaalt dat twee derde van de zetels in de Volksassemblee wordt toebedeeld aan partijen, en de rest aan individuele kandidaten.[51]
- Op zondagavond 9 oktober 2011 hielden Kopten een aanvankelijk vreedzame betoging in Caïro, uit protest tegen afbranden van een kerk in de stad Efdu in Zuid-Egypte enkele dagen eerder,[52] nadat de maanden ervoor bij verschillende aanvallen op Koptische kerken al tientallen doden waren gevallen.[53] Dergelijke aanvallen zouden het werk zijn van radicale moslims.[54] Sinds het vertrek van Moebarak in februari 2011 zouden islamisten, salafisten en moslimbroeders meer speelruimte krijgen om zich tegen de christenen in Egypte te richten.[53] De christenen vragen, ook tijdens deze demonstratie, om betere bescherming door het leger; ze beweren dat het leger niet optreedt tegen de daders van de aanslagen tegen hen.[53] Nadat de Kopten naar eigen zeggen eerst waren aangevallen door bendes[53] en/of door buurtbewoners vanaf daken en balkons waren bekogeld,[55] liep de situatie uit op een confrontatie waarbij het leger met pantservoertuigen met hoge snelheden inreed op de Kopten, kennelijk niet om hen te verjagen maar met het bewuste doel om over mensen heen te rijden.[52] Het leger zou ook hebben geschoten op demonstranten.[53] Er vielen 26 doden,[56] namelijk 22 Kopten en vier soldaten,[57] en meer dan 500 gewonden;[56] volgens een later bericht 25 dode Kopten.[58] Zeker tien dode Kopten bleken, aldus artsen van de lijkschouwing een dag later, daadwerkelijk door voertuigen verpletterd.[56] Terwijl het leger de tv-stations Al-Hurra en Al Jazeera verslaggeving onmogelijk maakte door hun straalverbinding te verbreken jutte de Egyptische staatstelevisie de bevolking op, door "de goede Egyptenaren" op te roepen "het leger te verdedigen tegen de Kopten", door een soldaat te interviewen die sprak van "christenhonden", en met termen als "buitenlandse agenda’s" en "agitatoren van buitenaf".[52] Er wordt gespeculeerd dat het leger, dat onder scherpe binnenlandse kritiek staat, nu probeert de aandacht af te leiden naar een gecreëerde ‘externe vijand’.[52][59]
- De volgende dag, 10 oktober, was er in Caïro geweld te zien van tientallen moslims tegen christenen, maar de woede van Egyptenaren, zowel moslims als christenen, leek zich die dag vooral te richten tegen het leger en de ordetroepen.[53]

## Gevolgen

### Slachtoffers
Volgens een rapport van een Egyptische onderzoekscommissie van 19 april 2011 vielen in de periode van 25 januari tot 11 februari 846 burgerdoden en 26 doden onder de politieagenten tijdens de opstanden en protesten. Ook vielen er 6400 gewonden.
Sinds 12 februari vielen bij botsingen tussen moslims en christenen zeker twaalf doden en 200 gewonden.
Bij geweld van de regering tegen kopten vielen op 9 oktober minstens 22 koptische burgerslachtoffers, vier soldaten, en zeker 500 gewonden.

### Internationale reacties
Op 26 januari 2011 stelde de Amerikaanse minister Hillary Clinton dat Moebarak een stabiele regering leidde maar nu wel democratische hervormingen moest doorvoeren. Op 28 januari drong ook de Amerikaanse president Barack Obama aan op politieke hervormingen, en wees hij op de mensenrechten van de Egyptenaren.
Na het kennelijke aftreden van Moebarak stelde president Obama dat de Egyptenaren met hun protesten "in de geest van eenheid", "de wereld veranderd" hebben.
"Door af te treden heeft Mubarak gereageerd op de honger naar verandering. Maar dit is nog niet het einde van de Egyptische transitie. Het is pas het begin." Iran feliciteerde de grote Egyptische natie met deze overwinning. Arabische landen gaven niet direct een commentaar.

##### Politieke activisten
- Ahmed Ghanem (politieke schrijver)
- Asmaa Mahfouz
- George Isaac
- Israa Abdel Fattah
- Ayman Nour
- Nawara Negm
- Bothaina Kamel

### Betogingen in andere landen

Arabische wereld:
Regering ten val gebracht
Regering n.a.v. protesten gewijzigd
Grootschalige protesten
Kleinschalige protesten
Aanhoudende onlusten en gouvernementele wijzigingen
Niet-Arabische landen:
Protesten
Geen bekende voorvallen

Na het succes van de demonstraties in Tunesië en Egypte werden in andere landen ook demonstraties georganiseerd. De meeste daarvan werden met hard ingrijpen neergeslagen, waarbij slachtoffers vielen. Er waren demonstraties in onder andere Marokko, Algerije, Libië, Jordanië, Syrië, Jemen, Koeweit, Bahrein en in Iran. Daarvan waren de acties in Libië om kolonel Qadhafi af te zetten de grootste.